# Lockwood (Misuri)
Lockwood es una ciudad ubicada en el condado de Dade en el estado estadounidense de Misuri. En el Censo de 2010 tenía una población de 936 habitantes y una densidad poblacional de 366,15 personas por km².

## Geografía
Lockwood se encuentra ubicada en las coordenadas 37°23′14″N 93°57′32″O / 37.38722, -93.95889. Según la Oficina del Censo de los Estados Unidos, Lockwood tiene una superficie total de 2.56 km², de la cual 2.51 km² corresponden a tierra firme y (1.62%) 0.04 km² es agua.

## Demografía
Según el censo de 2010, había 936 personas residiendo en Lockwood. La densidad de población era de 366,15 hab./km². De los 936 habitantes, Lockwood estaba compuesto por el 96.58% blancos, el 0.32% eran afroamericanos, el 1.18% eran amerindios, el 0.75% eran asiáticos, el 0% eran isleños del Pacífico, el 0% eran de otras razas y el 1.18% pertenecían a dos o más razas. Del total de la población el 1.28% eran hispanos o latinos de cualquier raza.